# Lomaptera albertisii
Lomaptera albertisii är en skalbaggsart som beskrevs av Raffaello Gestro 1874. Lomaptera albertisii ingår i släktet Lomaptera och familjen Cetoniidae. Inga underarter finns listade i Catalogue of Life.